# イリーナ・プレス
イリーナ・プレス（ロシア語: Ирина Натановна Пресс、1939年3月10日 - 2004年2月21日）は、ソビエト連邦ウクライナ・ソビエト社会主義共和国ハルキウ出身の陸上競技選手。1960年ローマオリンピックの80mハードルと、1964年東京オリンピックの五種競技で金メダルを獲得した。
姉のタマラ・プレスとあわせ、1960年代にオリンピックで5つの金メダルと、26回の世界記録の樹立という実績を残したが、性別検査が取り入れられるようになって突如彼女たちは競技活動を中止した。